# Caicedonia
Caicedonia là một khu tự quản thuộc tỉnh Valle del Cauca, Colombia. Thủ phủ của khu tự quản Caicedonia đóng tại Caicedonia Khu tự quản Caicedonia có diện tích 219 ki lô mét vuông. Đến thời điểm ngày 28 tháng 5 năm 2005, khu tự quản Caicedonia có dân số 38766 người.